# Mirabeau (cuirassé)
Pour les articles homonymes, voir Mirabeau.
Le Mirabeau est l'un des six cuirassés semi-dreadnought de la classe Danton construits pour la Marine Nationale (Marine française) dans la première décennie du XXe siècle. Achevé en 1911, le navire sert souvent de vaisseau amiral. Le Mirabeau passe la Première Guerre mondiale en mer Méditerranée en bloquant les détroits d'Otrante et des Dardanelles pour empêcher les navires de guerre allemands, austro-hongrois et ottomans de pénétrer en Méditerranée. Il fait partie de la flotte alliée impliquée dans la tentative alliée d'obtenir l'acquiescement grec aux opérations alliées en Macédoine en décembre  1916. Le Mirabeau participe brièvement à l'occupation de Constantinople à la fin de la guerre en 1918, puis est déployé en mer Noire au début de 1919 lors de l'intervention alliée dans la guerre civile russe. Le navire s'échoue en février 1919 au large des côtes de Crimée et n'a pu être renfloué que lorsque certains de ses canons, blindages et chaudières ont été retirés. Après son retour en France plus tard cette année-là, le navire est rayé des listes de la marine. Il est démantelé en 1928.

## Carrière opérationnelle
Le cuirassé est nommé d'après le Comte de Mirabeau, un homme politique ayant joué un rôle important au début de la Révolution française. De conception pré-dreadnought, il est dépassé, comme tous les navires de sa classe, lorsque se déclenche la Première Guerre mondiale. 

### Première Guerre mondiale
Le Mirabeau participe sans dommage pendant la bataille des Dardanelles. Il se retrouve ensuite en escadre avec le Danton et le Liberté à Moudros, les Alliés ayant organisé lors des Vêpres grecques un blocus de la Grèce et des forces de la Triplice (Bulgarie, Turquie) en Méditerranée orientale.

### L'après guerre
Il est envoyé en 1919 en mer Noire avec plusieurs bâtiments français pour soutenir les forces Blanches contre l'armée Rouge pendant la guerre civile russe. En mars 1919, il bombarde Kherson pour protéger la garnison franco-grecque encerclée par les troupes bolcheviques. C'est à ce moment que le Mirabeau est touché par les premiers troubles qui secouent la flotte française lors de la vague de mutineries de 1919. Pris dans une violente  tempête de neige, il s'échoue devant Sébastopol. Plusieurs semaines de travail sont nécessaires pour le déséchouer en démontant son artillerie et une partie de son blindage pour l'alléger et le remettre à flot. Le cuirassé rentre en France, en remorque par le cuirassé Justice. 
Jugé irréparable et obsolète, il est retiré du service en 1921, d'autant plus que la Marine nationale dispose alors de six cuirassé dreadnought, trois classe Courbet et trois classe  Bretagne. Le Mirabeau sert alors de cible pour l'entraînement au tir, avant d'être démoli en 1928.

### Commandants
- Capitaine de Vaisseau Jean Ratyé de 1916 jusqu'au 8 novembre 1917
- Capitaine de Vaisseau Abel Jules Revault du 8 novembre 1917 au 30 mai 1919